# 美國內戰重演

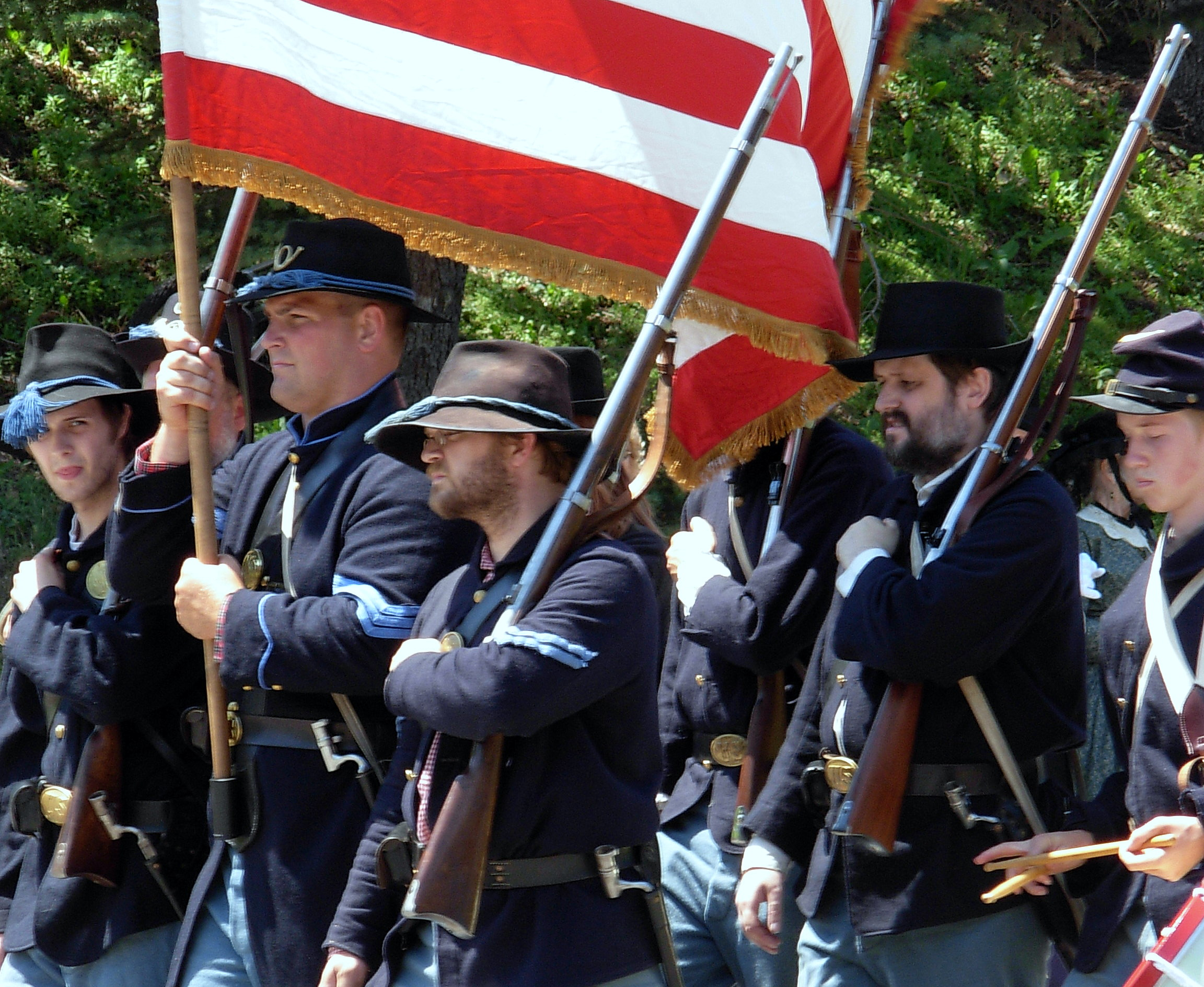
重演者扮演列隊行進的聯邦軍。

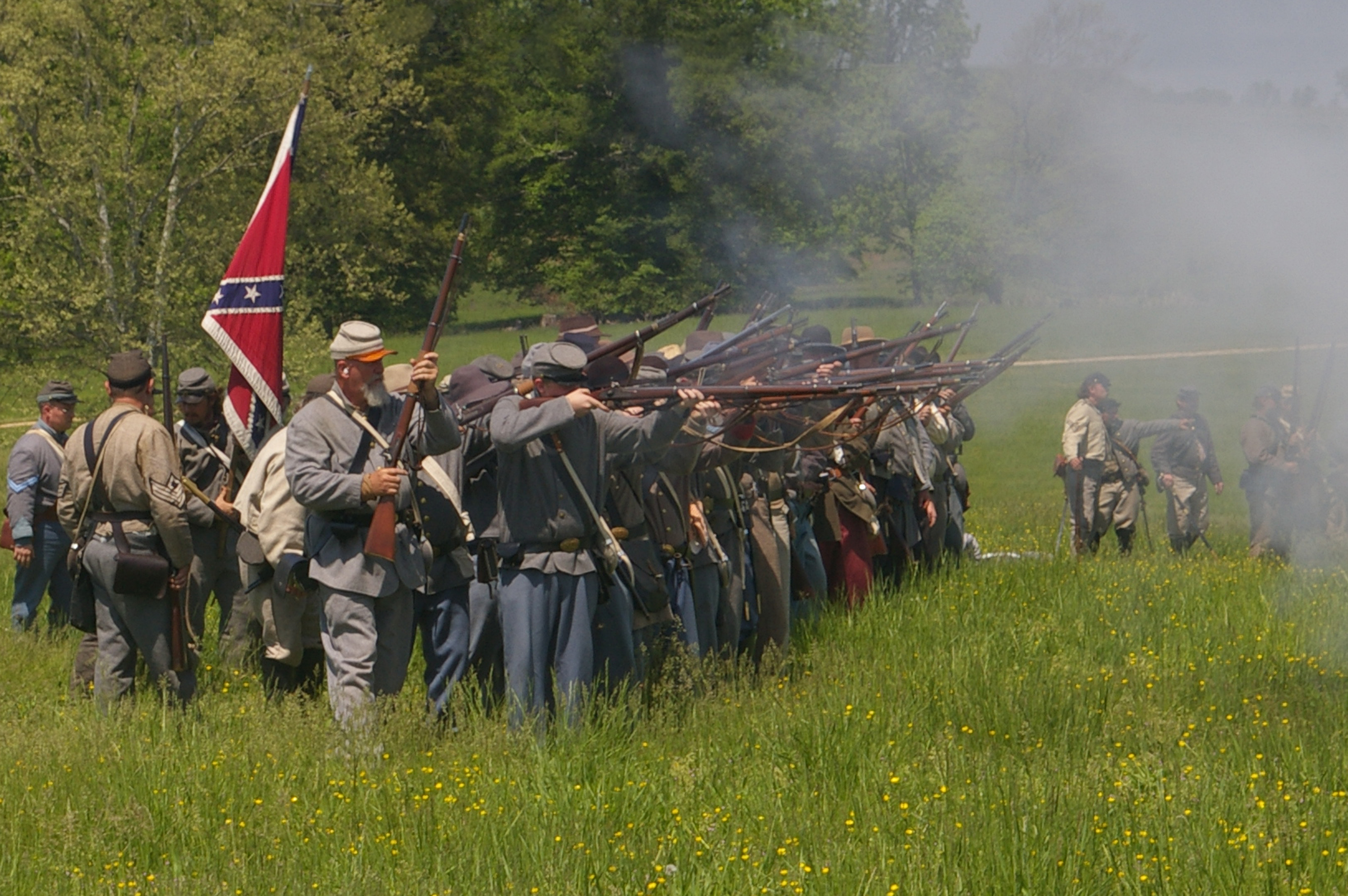
重演者扮演1863年錢斯勒斯維爾戰役中的聯盟軍。

美國內戰重演（American Civil War reenactment）是南北戰爭重演愛好者（Civil War reenactors、Civil War recreationists）致力去重演1861年至1865年美國南北戰爭的某些特定戰役或相關歷史事件。南北戰爭重演除了在美國盛行以外，愛好者甚至也遍及英國、德國等地。

## 歷史
重演南北戰爭，早在南北戰爭結束前就有。內戰退役老兵組織重演戰役給他們的親友看，顯示他們的戰爭經歷及生活情況，並與其他老兵分享經驗。1913年，5萬多名前聯邦軍及聯盟軍老兵參與重演1863年的蓋茨堡戰役，作為蓋茨堡戰役50周年紀念。
現代的南北戰爭重演，始於1961年至1965年的南北戰爭百年紀念，並吸引了眾多的參與者及觀眾群。雖然在1960年代後期，重演活動因越戰而減退，但是在1980年代及1990年代，125周年紀念重演於第一次牛奔河之役古戰場附近舉行，有6千多名參與者。美國內戰重演活動因此再度興盛，直至今日。

## 重演者
南北戰爭眾多熱誠的重演者，從8歲到64歲都有。他們必須自費置辦服裝及應用器材，還去上重演活動發起者們所開的課程，學習如何像當年的內戰士兵一般穿著、紮營、煮食、甚至怎麼「陣亡」。在特定紀念事件以外所辦的活動，參與人數視他們所重演的特定戰役規模而定，通常是百餘人至千餘人。來自各地的參與者，能成功扮演北軍及南軍的步兵、砲兵、騎兵、甚至工兵及海軍陸戰隊。1998年的蓋茨堡戰役135周年紀念重演，共有2萬多名參與者。
美國的歷史重演愛好者顯然獨鍾南北戰爭、遠甚於國內外發生過其他歷史事件。依據時代雜誌及CNN分別在1986年及2000年所作的估計，美國境內實際參與內戰重演的愛好者有5萬多人之眾。

### 重演者動機
重演者動機有很多種：出於對軍事史的愛好；藉此對重大歷史事件有更深刻的了解；以及參與者對自己祖先事蹟的緬懷。
即使經過一個半世紀之久，美國南北的歧見、南方戰敗的屈辱，至今仍存在於部分美國人的觀念中，因此重演活動成為他們宣洩的管道。此外「北軍」（美國北方人、認同聯邦的人、或者本身祖先就是北軍者）普遍較「同情」「南軍」。志願扮演南軍的人數也常多於北軍，如果發生北軍「兵員」不夠的情況，有些原本要演出南軍的參與者就得換邊站，或者乾脆扮演被俘變節、改投北方的南軍（Galvanized Yankees）。

### 重演者類型
- 參差不齊（Farbs）：指那些雖有重演興趣，但只肯花費相對較少的時間、金錢、心力在準備道具及表演態度方面的人們。「這樣已經夠好了」是他們的心態。他們穿著的藍色牛仔褲、球鞋、人造纖維、拉鍊、魔鬼氈會使他們「露餡」。「Farb」一詞來由說法不一，一說是源自於德文「farbe」，意指顏色，因為露餡的服裝與正確的服裝顏色不同，相形之下格外礙眼。
- 主流（Mainstream）：大部分重演參加者屬於此類。他們對於服裝及表演已經相當力求真實了，不過是「看起來很像就好」。在觀眾比較不會注意到的場合，他們可能會「偷吃」起現代食物，或者古裝之下穿著現代的內衣。
- 硬核或超級真實（Hard-Cores、Super-Authentic）：對於重演歷史背景有著最深度研究的專家。他們不但要求最高度逼真、不會偷穿現代的內衣、堅持襯衫外面加穿背心、不可以吃錯誤時令與產地的水果。他們還進一步讓自己融入1860年代，無論人前人後，行止作息都真正依循當代的生活方式。

## 重演形式
- 重現歷史（Living histories）：重現歷史能夠發揮公眾教育的功能。所以此種重演方式注重演繹內戰時期官兵的生活方式、甚於模擬戰役。此外也重演軍醫、平民、以及諜報活動。重現歷史是惟一被美國國家公園管理局在其轄區內（包括古戰場）許可的重演活動。
- 公開示範（Public demonstrations）：最常見的類型。由內戰重演的組織或私人團體所舉辦。向公眾展現中小型戰役，和1860年代的人民生活。重演戰役並不會特別注重歷史考據，或許會包括一些基本的戰術及謀略呈現。
- 戰術戰役（Tactical battles）：並不常向大眾廣泛顯示。戰役本身是最大的重點，並高度注重其戰略及戰術。戰術戰役沒有既定的情節劇本，雙方實際去模擬戰鬥、並隨機發揮。有事先約定好的疆界、時限、及勝利條件，也有現場的裁判。其實此種活動類似臨場動態角色扮演遊戲。
- 照本宣科戰役（Scripted battles）：最嚴格規範的重演。戰役都經過事前的詳盡籌畫，所有部隊皆按照史實行動。往往在古戰場附近，或地形相似之處舉行。

## 外部連結
- Reenactor.net
- Civil War Reenactment Photos
- The Civil War Reenactor's homepage （页面存档备份，存于）
- The Young Campaigner
- ReenactorClassifieds
- The Authentic Campaigner （页面存档备份，存于）
- http://www.thesewingacademy.org/ （页面存档备份，存于）
- http://www.elizabethstewartclark.com/ （页面存档备份，存于）
- The Camp Chase Gazette （页面存档备份，存于）
- The Civil War Living History Institute
- Civil War Living History Reenactors
- Civil War Reenactor Supplies

### 重演者組織
- Washington Civil War Association （页面存档备份，存于）
- Maine State Civil War living historians （页面存档备份，存于）
- Florida Reenactors （页面存档备份，存于）
- National Civil War Association
- Western Brigade （页面存档备份，存于）
- North-South Alliance （页面存档备份，存于）